# Toute la famille travaille
Pour plus de détails, voir Fiche technique et Distribution.
Toute la famille travaille (はたらく一家, Hataraku ikka) est un film japonais réalisé par Mikio Naruse et sorti en 1939.

## Synopsis
À l'époque de la guerre sino-japonaise, une famille nombreuse et pauvre s'efforce de survivre. Le salaire de chacun est indispensable, personne ne peut se permettre de ne pas travailler. L'aîné des enfants se rebelle pourtant contre cette situation. Il voudrait entamer des études de droit. Il hésite longuement, puis reporte son projet à plus tard.

## Fiche technique

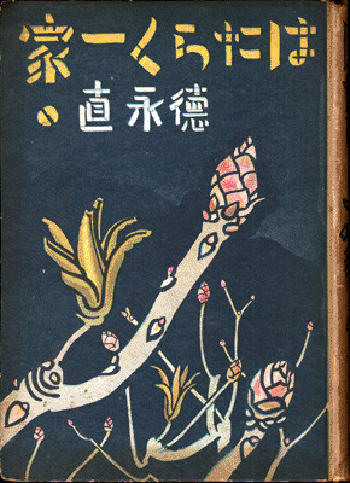
Couverture du livre Hataraku ikka de Sunao Tokunaga.

- Titre du film : Toute la famille travaille
- Titre original : はたらく一家 (Hataraku ikka?)
- Réalisation et scénario : Mikio Naruse, d'après le roman homonyme de Sunao Tokunaga
- Photographie : Hiroshi Suzuki
- Montage : Kōichi Iwashita (ja)
- Musique : Tadashi Ōta (ja)
- Producteur : Masanobu Takeyama
- Société de production : Tōhō
- Pays d'origine :  Empire du Japon
- Langue originale : japonais
- Format : noir et blanc - 1,37:1 - 35 mm - son mono
- Genre : drame
- Durée : 65 minutes[1] (métrage : huit bobines - 1 784 m[1])
- Date de sortie :
  - Empire du Japon : 11 mars 1939[1]

## Distribution artistique
- Musei Tokugawa : le père
- Noriko Honma : la mère
- Akira Ubukata (ja) : Kiichi, le fils ainé
- Kaoru Itō (ja) : Genji, le deuxième fils
- Den Obinata : le professeur